# Giro d'Italia 1982
Il Giro d'Italia 1982, sessantacinquesima edizione della "Corsa Rosa", si svolse in ventidue tappe precedute da un cronoprologo iniziale dal 13 maggio al 6 giugno 1982, per un percorso totale di 3 994,5 km. Fu vinto da Bernard Hinault.
La ventunesima tappa, da Cuneo a Pinerolo, ripropose il percorso della celebre tappa del Giro del 1949 in cui trionfò Coppi, con il Colle della Maddalena, il Col de Vars, l'Izoard (Cima Coppi), il Monginevro e il Sestriere. Vinse Saronni in volata davanti a Hinault e Prim, ma la tappa è ricordata per gli attacchi portati a Hinault da Contini, prima sull'Izoard e quindi sul Sestriere insieme a Van Impe.
Ai primi quattro classificati di ogni tappa erano concessi degli abbuoni: 30" al vincitore, 20" al secondo classificato, 10" al terzo e 5" al quarto.
Venne trasmesso in tv dalla Rai Rete 2 e in radio da Rai Radio1.

## Regolamento

### Maglie e classifiche
il regolamento quell'anno prevedeva 4 maglie: la maglia rosa (come sempre per il migliore in classifica generale), la maglia ciclamino (leader della classifica a punti), la maglia verde (leader della classifica scalatori), e la  maglia bianca (Classifica giovani) 

### Abbuoni
Gli abbuoni assegnati nelle tappe in linea furono di 18" 12" e 6" ai primi due classificati all'arrivo.

## Tappe
| Tappa  | Data      | Percorso                              | km      | Vincitore di tappa | Leader cl. generale |
| ------ | --------- | ------------------------------------- | ------- | ------------------ | ------------------- |
| prol.  | 13 maggio | Milano > Milano (cron. a squadre)     | 16      | Renault-Elf-Gitane | Bernard Hinault     |
| 1ª     | 14 maggio | Parma > Viareggio                     | 174     | Giuseppe Saronni   | Patrick Bonnet      |
| 2ª     | 15 maggio | Viareggio > Cortona                   | 233     | Michael Wilson     | Laurent Fignon      |
| 3ª     | 16 maggio | Perugia > Assisi (cron. individuale)  | 37      | Bernard Hinault    | Bernard Hinault     |
| 4ª     | 17 maggio | Assisi > Roma                         | 169     | Urs Freuler        | Bernard Hinault     |
| 5ª     | 18 maggio | Roma > Caserta                        | 213     | Urs Freuler        | Bernard Hinault     |
| 6ª     | 19 maggio | Caserta > Castellammare di Stabia     | 130     | Silvano Contini    | Bernard Hinault     |
| 7ª     | 20 maggio | Castellammare di Stabia > Diamante    | 226     | Francesco Moser    | Francesco Moser     |
|        | 21 maggio | giorno di riposo                      |         |                    |                     |
| 8ª     | 22 maggio | Taormina > Agrigento                  | 248     | Moreno Argentin    | Francesco Moser     |
| 9ª     | 23 maggio | Agrigento > Palermo                   | 151     | Giuseppe Saronni   | Francesco Moser     |
| 10ª    | 24 maggio | Cefalù > Messina                      | 197     | Urs Freuler        | Francesco Moser     |
| 11ª    | 25 maggio | Palmi > Camigliatello Silano          | 229     | Bernard Becaas     | Francesco Moser     |
|        | 26 maggio | giorno di riposo                      |         |                    |                     |
| 12ª    | 27 maggio | Cava de' Tirreni > Campitello Matese  | 171     | Bernard Hinault    | Bernard Hinault     |
| 13ª    | 28 maggio | Campitello Matese > Pescara           | 164     | Silvano Contini    | Bernard Hinault     |
| 14ª    | 29 maggio | Pescara > Urbino                      | 248     | Guido Bontempi     | Bernard Hinault     |
| 15ª    | 30 maggio | Urbino > Comacchio                    | 190     | Silvestro Milani   | Bernard Hinault     |
| 16ª    | 31 maggio | Comacchio > San Martino di Castrozza  | 243     | Vicente Belda      | Bernard Hinault     |
| 17ª    | 1º giugno | Fiera di Primiero > Boario Terme      | 235     | Silvano Contini    | Silvano Contini     |
| 18ª    | 2 giugno  | Piamborno > Montecampione             | 85      | Bernard Hinault    | Bernard Hinault     |
| 19ª    | 3 giugno  | Boario Terme > Vigevano               | 162     | Robert Dill-Bundi  | Bernard Hinault     |
| 20ª    | 4 giugno  | Vigevano > Cuneo                      | 177     | Francesco Moser    | Bernard Hinault     |
| 21ª    | 5 giugno  | Cuneo > Pinerolo                      | 254     | Giuseppe Saronni   | Bernard Hinault     |
| 22ª    | 6 giugno  | Pinerolo > Torino (cron. individuale) | 42,5    | Bernard Hinault    | Bernard Hinault     |
| Totale | Totale    | Totale                                | 3 994,5 |                    |                     |

## Squadre e corridori partecipanti
| N.    | Cod. | Squadra                 |
| ----- | ---- | ----------------------- |
| 1-9   | INO  | Inoxpran-Pentole Posate |
| 11-19 | ALF  | Alfa Lum                |
| 21-29 | ATA  | Atala-Campagnolo        |
| 31-39 | BIA  | Bianchi-Piaggio         |
| 41-49 | CAM  | Campagnolo              |
| 51-59 | DEL  | Del Tongo-Colnago       |
| 61-69 | FAM  | Famcucine-Campagnolo    |
| 71-79 | ZOR  | Gemeaz Cusin-Zor        |
| 81-89 | GIS  | Gis Gelati-Olmo         |

| N.      | Cod. | Squadra                    |
| ------- | ---- | -------------------------- |
| 91-99   | HOO  | Hoonved-Bottecchia         |
| 101-109 | KEL  | Kelme                      |
| 111-119 | MET  | Metauro Mobili-Pinarello   |
| 121-129 | REN  | Renault-Elf-Gitane         |
| 131-139 | ROY  | Royal-Wrangler-Oliver Tex  |
| 141-149 | SAM  | Sammontana-Benotto         |
| 151-159 | SEL  | Selle Italia-Chinol        |
| 161-169 | TRI  | Selle San Marco-Wilier Tr. |
| 171-179 | TER  | Termolan-Galli             |

## Classifiche finali

### Classifica generale - Maglia rosa
| Pos. | Corridore                | Squadra    | Tempo      |
| ---- | ------------------------ | ---------- | ---------- |
| 1    | Bernard Hinault          | Renault    | 110h07'55" |
| 2    | Tommy Prim               | Bianchi    | a 2'35"    |
| 3    | Silvano Contini          | Bianchi    | a 2'47"    |
| 4    | Lucien Van Impe          | Metauro M. | a 4'31"    |
| 5    | Gianbattista Baronchelli | Bianchi    | a 6'09"    |
| 6    | Giuseppe Saronni         | Del Tongo  | a 10'52"   |
| 7    | Mario Beccia             | Hoonved    | a 11'06"   |
| 8    | Francesco Moser          | Famcucine  | a 11'57"   |
| 9    | Marco Groppo             | Metauro M. | a 14'43"   |
| 10   | Faustino Rupérez         | Gemeaz C.  | a 14'57"   |

### Classifica a punti - Maglia ciclamino
| Pos. | Corridore        | Squadra   | Punti |
| ---- | ---------------- | --------- | ----- |
| 1    | Francesco Moser  | Famcucine | 247   |
| 2    | Giuseppe Saronni | Del Tongo | 207   |
| 3    | Bernard Hinault  | Renault   | 171   |
| 4    | Silvano Contini  | Bianchi   | 152   |
| 5    | Tommy Prim       | Bianchi   | 126   |

### Classifica scalatori - Maglia verde
| Pos. | Corridore                | Squadra    | Punti |
| ---- | ------------------------ | ---------- | ----- |
| 1    | Lucien Van Impe          | Metauro M. | 860   |
| 2    | Bernard Hinault          | Renault    | 380   |
| 3    | Silvano Contini          | Bianchi    | 290   |
| 4    | Gianbattista Baronchelli | Bianchi    | 260   |
| 5    | Faustino Rupérez         | Gemeaz C.  | 200   |

### Classifica giovani - Maglia bianca
| Pos. | Corridore         | Squadra    | Punti      |
| ---- | ----------------- | ---------- | ---------- |
| 1    | Marco Groppo      | Metauro M. | 110h22'38" |
| 2    | Laurent Fignon    | Renault    | a 26'16"   |
| 3    | Czesław Lang      | Gis Gelati | a 28'20"   |
| 4    | Fabrizio Verza    | Gis Gelati | a 31'52"   |
| 5    | Giovanni Testolin | San Marco  | a 49'14"   |